# Fruits de mer
Pour les articles homonymes, voir Fruit et Mer (homonymie).

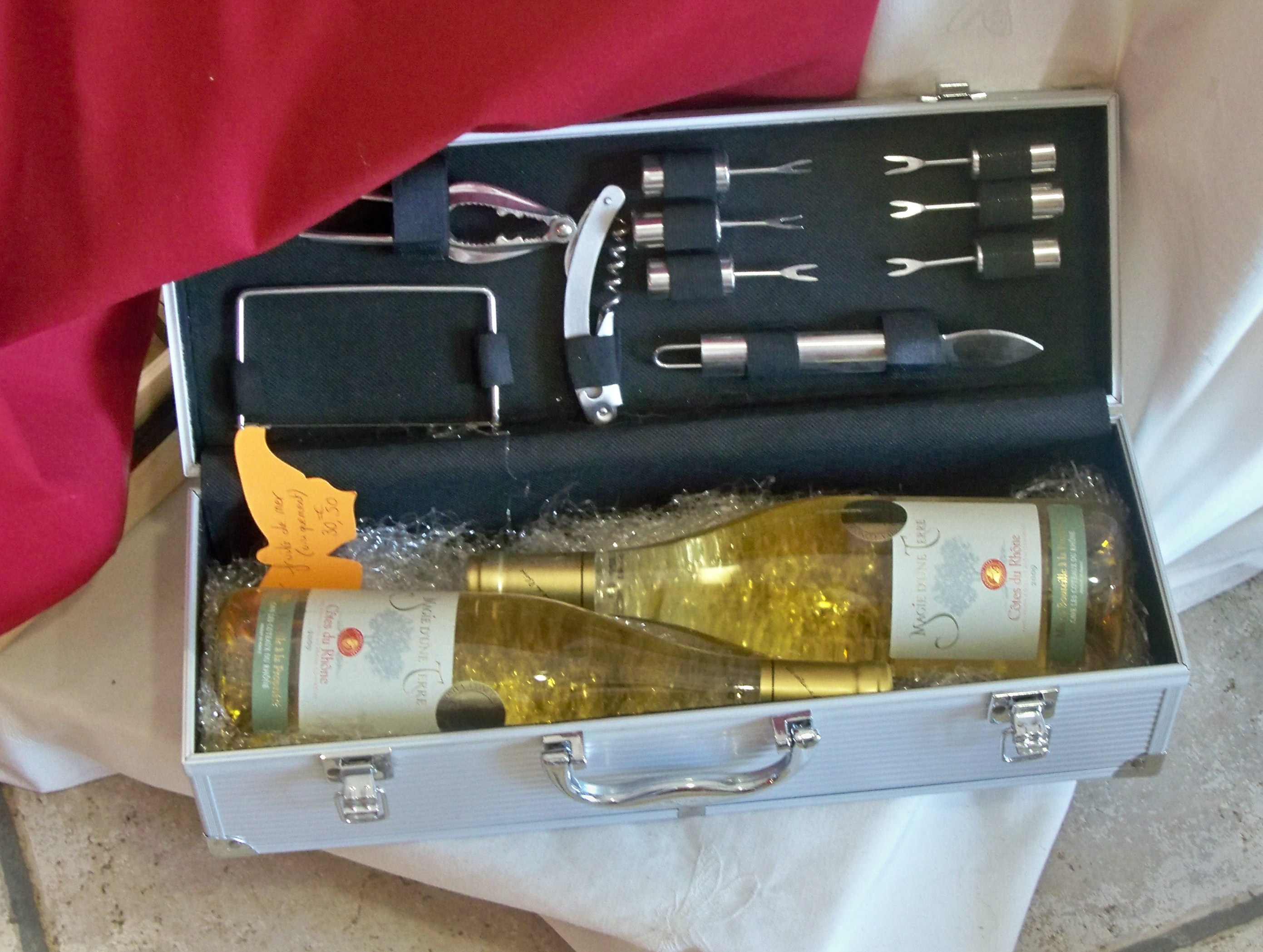
Coffret spécial ouverture et consommation de fruits de mer.

Les fruits de mer sont un nom donné aux animaux cuticulates marins comestibles. Dans l'acception la plus usuelle, il s'agit d'une grande variété d'organismes marins, à l'exception des poissons et des mammifères.

## Consommation de fruits de mer

### Histoire de la consommation de fruits de mer

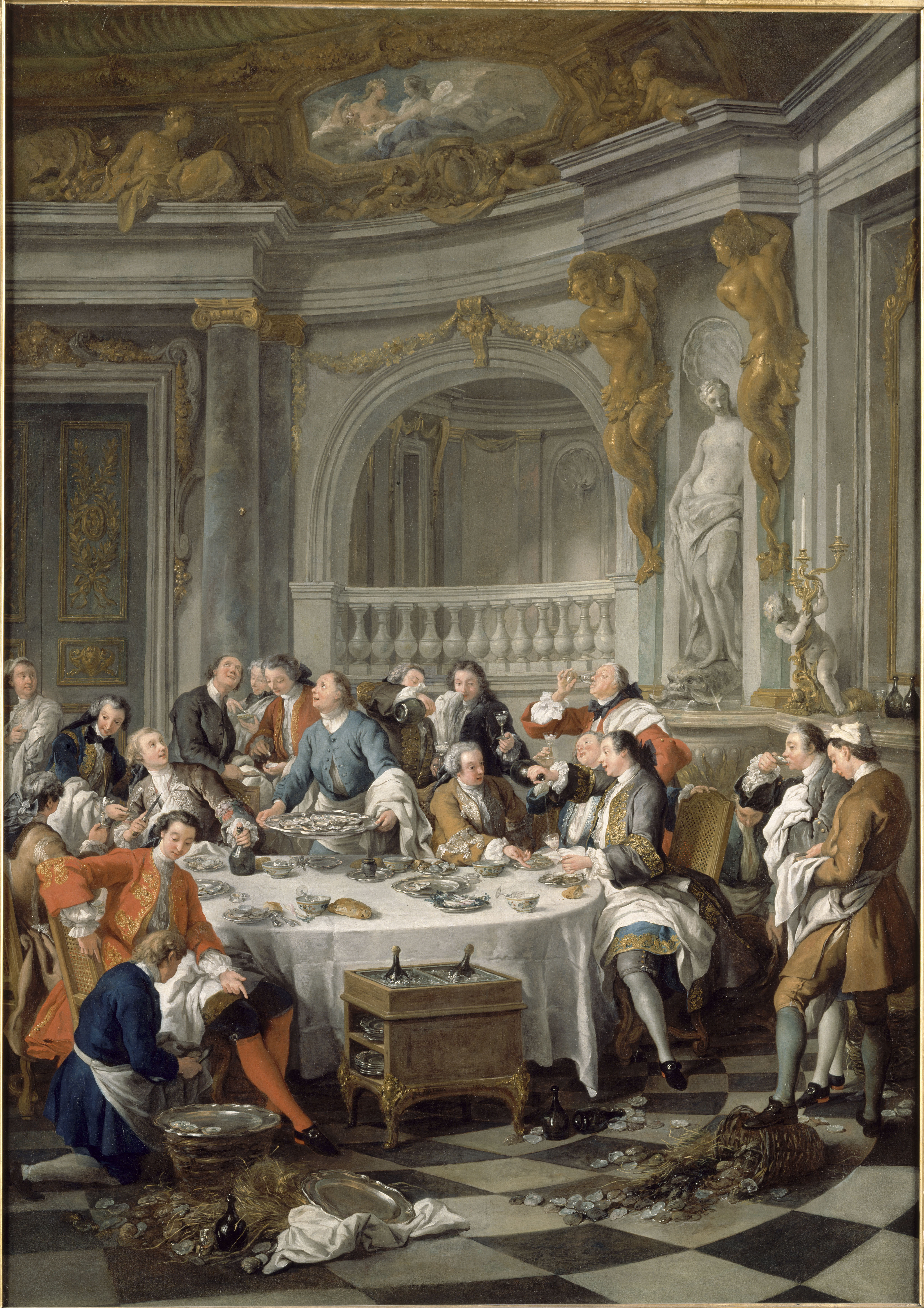
Le Déjeuner d'huîtres (et de champagne) par Jean-François de Troy (1679–1752), du roi Louis XV au château de Versailles.

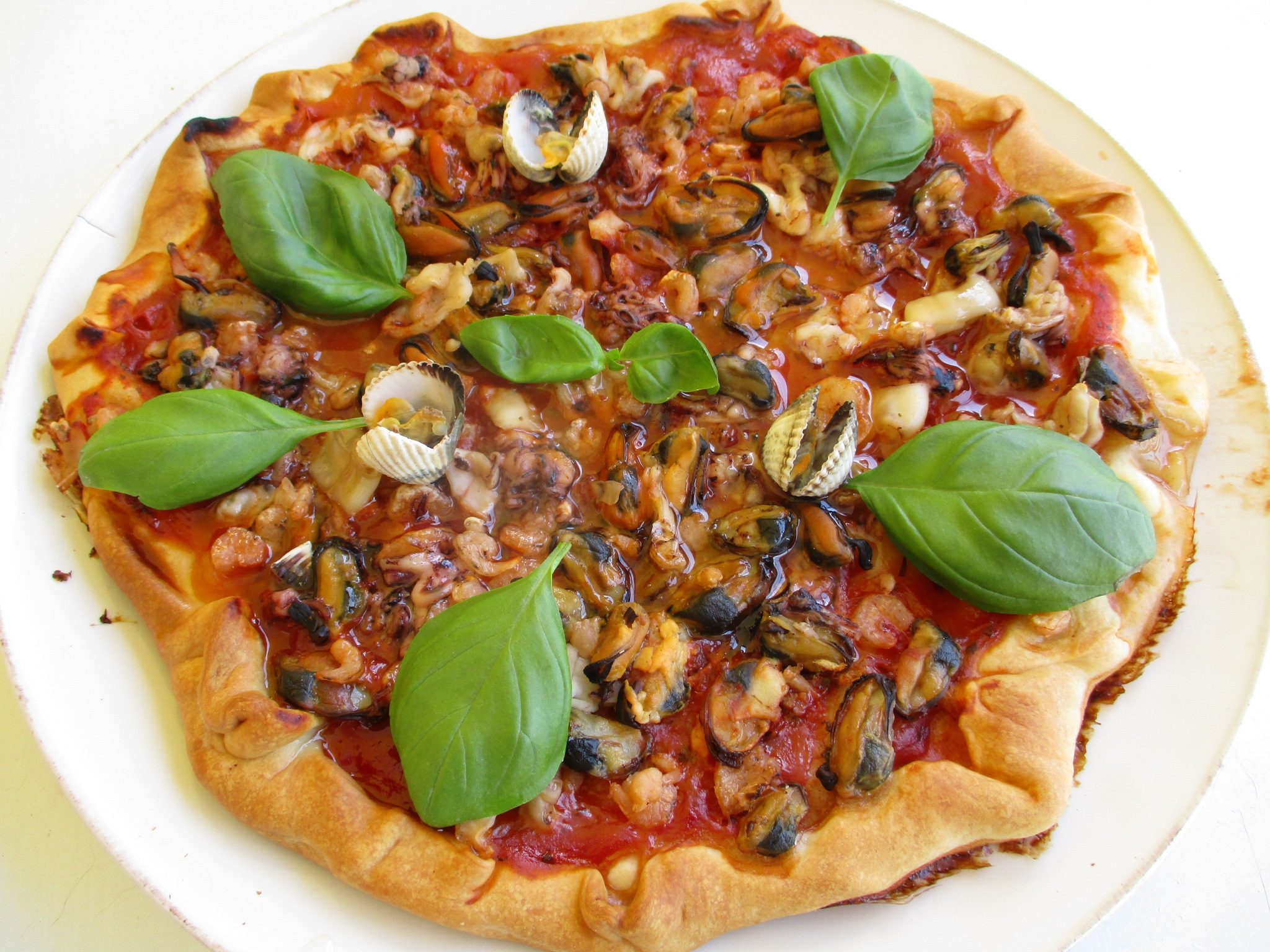
Pizza aux fruits de mer.

La consommation de fruits de mer remonte au moins à la période chasseurs-cueilleurs de la Préhistoire, des origines de l'histoire de l'art culinaire. La consommation la plus ancienne connue à ce jour[Quand ?] par des Homo sapiens consiste en coquillages mangés il y a 164 000 ans, et trouvés en Afrique du Sud. En 2011, des restes de coquillages ont été par ailleurs retrouvés, indiquant que l'homme de Néanderthal mangeait également des fruits de mer il y a 150 000 ans,.

### Aspects sanitaires
Les fruits de mer, quand ils sont sains, sont réputés bons pour la santé en apportant divers oligo-éléments, dont l'iode, le magnésium, la vitamine B12… Néanmoins, tout comme la viande, ils doivent être consommés frais et sains (non avariés), faute de quoi ils peuvent causer des intoxications sévères. « En 2021, 8,3 % des toxi-infections alimentaires collectives (TIAC) déclarées étaient dues à la consommation de coquillages. Les virus entériques ont été suspectés d’être responsables de 75 % de celles-ci » Plusieurs allergies courantes concernent certains fruits de mer, en particulier ceux qui sont filtreurs (et biointégrateurs, coquillages en particulier) et peuvent avoir accumulé, outre des microbes et parasites, des métaux lourds ou d'autres toxiques invisibles à l'œil nu (bioconcentration). Les animaux filtreurs (bivalves tels que moules et huîtres peuvent aussi bioaccumuler divers métaux lourds, métalloïdes et autres produits toxiques en se nourrissant) ; pour cette raison, les bivalves sont d'ailleurs parfois utilisés comme bioindicateurs et « organismes sentinelles » pour contrôler la qualité de l'eau et les pollutions marines et/ou esturariennes. Les bivalves, particulièrement, peuvent aussi être contaminés par des bactéries, généralement d'origines fécale (comme pour les virus pathogènes) ; Escherichia coli souvent et divers entérocoques intestinaux) ; pour identifier l'origine de ces pathogènes (lisier de porcs, égouts et excréments humains, etc.) on fait appel à un groupe de méthodes (incluant des marqueurs ADN) regroupées sous le terme de Microbial Source Tracking (MST ou traçage des sources microbiennes, TSM).

#### Mois en «R»
En France, la coutume réserve la consommation des coquillages en général, et des huîtres en particulier aux seuls mois en « R », c'est-à-dire de septembre à avril.
Cette tradition provient d'un édit royal de 1759, promulgué à la suite de nombreuses intoxications mortelles à la cour, interdisant la pêche, le colportage et la vente des huîtres du 1er avril au 31 octobre, à une époque où la conservation par le froid n'existait pas et où les transports étaient lents. Cet édit évitait également les prélèvements sur les bancs d’huîtres mères pendant la période de reproduction et préservait la ressource. On peut
de nos jours consommer les huîtres toute l’année, mais pendant les mois chauds, elles sont
grasses ou « laiteuses » du fait de la présence de gamètes,. 
Cette expression demeure cependant d'actualité pour certaines espèces comme l'oursin violet, appuyée par les réglementations préféctorales, afin de préserver la ressource au moment de la reproduction. La récolte des oursins pour la consommation est donc strictement interdite du 1er mai au 31 août en France métropolitaine.

## Liste de fruits de mer

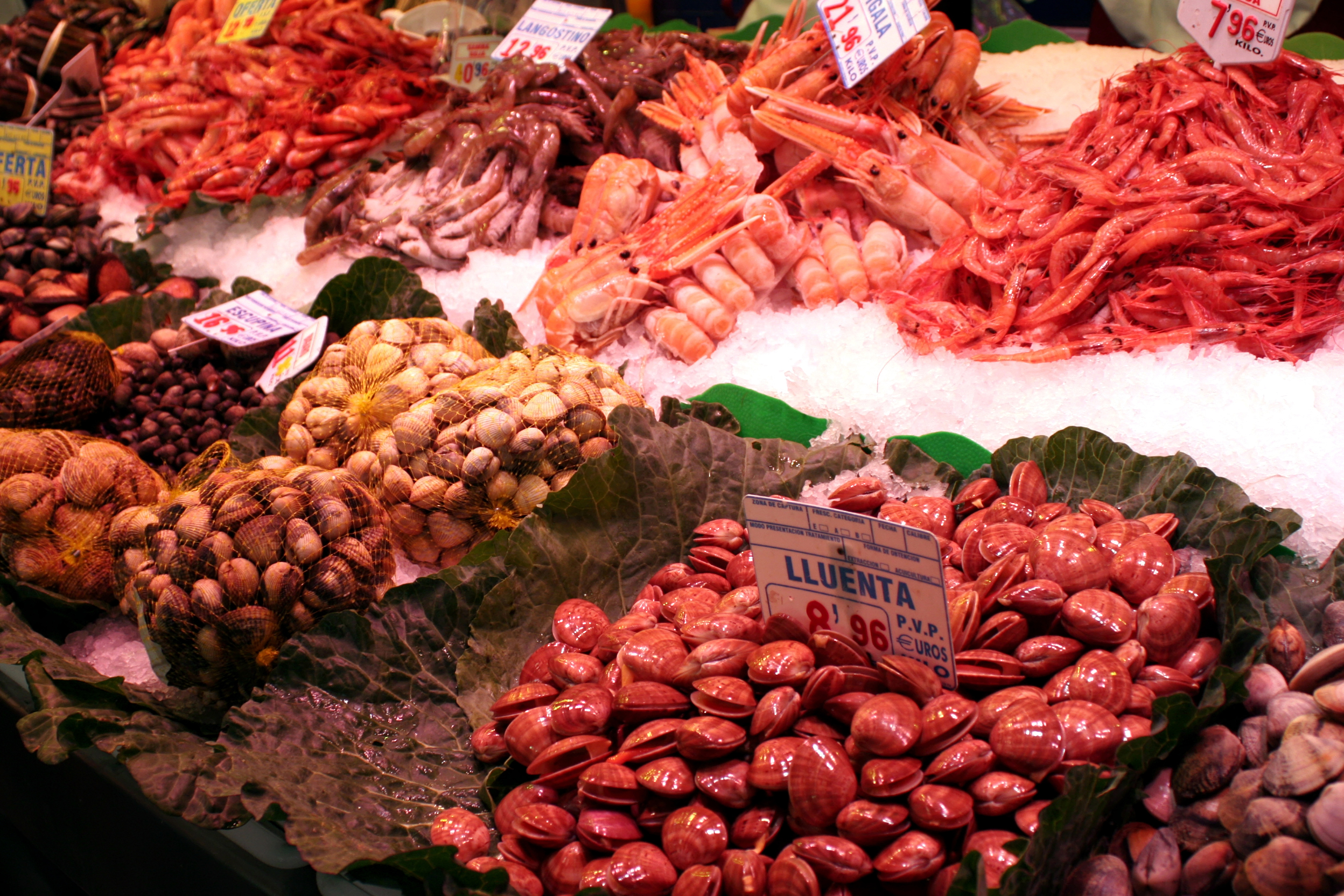
Étalage de fruits de mer du commerce

Les principaux groupes d'invertébrés consommés comme fruit de mer sont :
- les bivalves ;
- les céphalopodes ;
- les gastéropodes ;
- les crustacés ;
- les échinodermes.

### Bivalves

#### Arcoïdes
| Noms et taxinomie | Consommation | Image |
| --- | --- | ----- |
| Amande de mer (Glycymeris glycymeris) Autres noms : amande, pétoncle, pétoncle large, vovan Famille : Glycymerididae                                                          | Parfois appelée l'« huître du pauvre », l'amande est un coquillage comestible à la chair assez dure. |       |
| Arche Autre nom : aile-de-dindon Famille : Arcidae Espèces consommées : Anadara brasiliana, A. broughtonii, A. ferruginea, A. notabilis, Arca noae, A. zebra, Senilia senilis | Ce sont des comestibles peu estimés. |       |
| Palourde de sang (Tegillarca granosa) Famille : Arcidae | Cet animal est exploité par la mariculture en Asie, et a donc un grand intérêt économique. Vivant dans un environnement pauvre en oxygène, Tegillarca granosa accumule dans sa chair plusieurs types de virus et de bactéries (hépatite A et E, typhus, dysenterie...) qui ne sont pas toujours détruits par la préparation traditionnelle d'usage à Shangaï (celle-ci consistant à le bouillir très brièvement). |       |
| Mogai (Anadara subcrenata) Famille : Arcidae | |       |

#### Myoïdes
| Noms et taxinomie | Consommation | Image |
| --- | --- | ----- |
| Mye Autres noms : bec-de-jar, clanque Famille : Myidae Espèces consommées : Mya arenaria, M. truncata                          | Ce coquillage est fréquemment collecté par les pêcheurs à pied ou professionnels en Amérique du nord ; il est ensuite frit, cuit à l'eau, au beurre ou à la vapeur ou au four, après dégorgement dans de l'eau de mer propre. |       |
| Pholade Autres noms : dail, gîte Famille : Pholadidae Espèces consommées : Cyrtopleura costata, Pholas dactylus, P. orientalis | |       |
| Taret Autres noms : naval, ver de vaisseau, tamilok Famille : Teredinidae                                                      | |       |

#### Mytiloïdes
| Noms et taxinomie | Consommation | Image |
| --- | --- | ----- |
| Moule Famille : Mytilidae Espèces consommées : Choromytilus chorus, Geukensia demissa, Mytella guyanensis, M. strigata, Mytilus californianus, M. coruscus, M. edulis, M. galloprovincialis, M. platensis, M. trossulus, Perna canaliculus, P. perna, P. viridis | Les moules sont le plus souvent mangées cuites. Il existe de très nombreuses recettes pour préparer les moules, comme les moules à la provençale. Les moules marinières, plat des plus simples, sont la base du populaire et célèbre « moules-frites ». La moule peut aussi être consommée crue, par exemple accompagnée d'une vinaigrette aillée. Il convient de toujours consommer des moules fraîches et de s'assurer que la chaîne du froid a été correctement maintenue sous peine de graves intoxications alimentaires. Ces précautions s'appliquent d'autant plus aux moules consommées crues. |       |
| Modiole Autres noms : moule poilue, muscle moussu, mouflon des provençaux, poilue Famille : Mytilidae Espèces consommées : Gibbomodiola adriaticus, Modiolus americanus, M. barbatus, M. squamosus                                                               | |       |
| Datte-de-mer (Lithophaga lithophaga) Autres noms : moule lithophage, dactyle, lithodome, lithophage Famille : Mytilidae | Elle se vendait jadis sur les marchés provençaux au prix du caviar. La méthode de pêche utilisée (dynamite ou marteau-piqueur sous-marin) provoquait de sérieux dommages aux peuplements des substrats rocheux. L'espèce est aujourd’hui très rare dans plusieurs régions de Méditerranée. En France, elle est protégée et interdite de pêche depuis le 26 novembre 1992. |       |
| Cholga (Aulacomya atra) Autres noms : choro, cholgua Famille : Mytilidae | |       |

#### Ostréoïdes(huîtres)
| Noms et taxinomie | Consommation | Image |
| --- | --- | ----- |
| Huître creuse Autres noms : huître anguleuse, huître griffée Famille : Ostreidae Espèces consommées : Crassostrea rhizophorae, C. sikamea, C. tulipa, C. virginica, Magallana angulata, M. ariakensis, M. bilineata, M. gigas, M. hongkongensis, M. rivularis | L'Huître portugaise (Magallana angulata), rejetée dans l'estuaire de la Gironde le 14 mai 1868 par un navire nommé le Morlaisien, a été élevée au cours du XXe siècle en France pour remplacer l'Huître plate. Une épizootie l'a décimée dans les années 1970. La majeure partie de la production en France concerne l'Huître japonaise (Magallana gigas), en provenance du Japon et du Canada (Colombie-Britannique) et qui avait été mise à l'eau avant l'été 1971 dans le bassin arcachonais après la disparition de la précédente espèce. Dans le reste du monde, il y a notamment l'Huître olympe (Ostrea lurida) ou l'huître américaine dite de Virginie (Crassostrea virginica). |       |
| Huître plate Autres noms : gravette, belon, pied-de-cheval Famille : Ostreidae Espèces consommées : Ostrea angasi, O. chilensis, O. edulis, O. lurida | L'espèce indigène et originelle des côtes françaises est l'Huître plate (Ostrea edulis), appelée « gravette » sur le bassin d'Arcachon ou « belon » en Bretagne. Son élevage était déjà connu des Romains, qui l'auraient importé en France. Elle est aussi présente dans le delta du Rhône. Elle subsiste et est toujours produite, quoique très marginalement par rapport à l'Huître creuse. Pour les années 2000 à 2005, on en produit en France environ 2 000 t/an pour une valeur de 10 M€. La variété « pied-de-cheval » est la plus grosse, pesant 300 grammes en moyenne et pouvant atteindre 1,5 kg.                                                                           |       |
| Huître de roche Autres noms : huître de palétuvier, huître tropicale, huître de mangrove Famille : Ostreidae Espèces consommées : Saccostrea cucullata, S. glomerata, S. scyphophilla                                                                         | Dans les pays tropicaux de l'Indo-Pacifique on trouve parfois en abondance la petite huître tropicale Saccostrea cucullata, qui est comestible et consommée localement. Son élevage demeure très limité, et elle n'est pas exportée. |       |

#### Pectinoïdes
| Noms et taxinomie | Consommation | Image |
| --- | --- | ----- |
| Pétoncle Autres noms : vanneau, pétongle Famille : Pectinidae Espèces consommées : Aequipecten opercularis, A. tehuelchus, Amusium pleuronectes, Argopecten gibbus, A. irradians, A. purpuratus, A. ventricosus, C. farreri, C. hastata, C. islandica, C. rubida, Crassadoma gigantea, Euvola chazaliei, E. laurenti, E. marensis, E. raveneli, E. vogdesi, E. ziczac, Flexopecten flexuosus, F. glaber, Leptopecten bavayi, Manupecten pesfelis, Mimachlamys crassicostata, M. varia, Mizuhopecten yessoensis, Nodipecten nodosus, N. subnodosus, Patinopecten caurinus, Placopecten magellanicus, Pseudamussium clavatum, Spathochlamys benedicti, Ylistrum balloti | En France, le terme pétoncle vise essentiellement les deux espèces régulièrement pêchées et commercialisées : le Pétoncle blanc (Aequipecten opercularis) et le Pétoncle noir (Mimachlamys varia). |       |
| Coquille Saint-Jacques Autres noms : Saint-Jacques, pecten, peigne, pélerine Noms locaux : godefiche, grogenn Sant-Jakez, kalipezenn Famille : Pectinidae Espèces consommées : Pecten albicans, P. fumatus, P. jacobaeus, P. maximus, P. novaezelandiae | La Coquille Saint-Jacques fait partie des mets raffinés. Elle peut être consommée crue (tartare, carpaccio) ou plus souvent cuite (poelée, rôtie ou pochée). En Galice, les coquilles Saint-Jacques à l'albariño sont l'une des entrées confectionnées spécialement pour les fêtes de la saint Valentin. |       |
| Similipecten nanus Famille : Propeamussiidae | |       |
| Spondyle Autres noms : huître épineuse, huître rouge, gaidaron Famille : Spondylidae Espèces consommées : Spondylus americanus, S. gaederopus | |       |
| Capiz Autre nom : vitre nacrée Famille : Placunidae Espèce consommée : Placuna placenta | |       |

#### Ptérioïdes
| Noms et taxinomie | Consommation | Image |
| --- | --- | ----- |
| Huître perlière Autres noms : méléagrine, pintadine, mère-perle, akoya Famille : Pteriidae Espèces consommées : Isognomon ephippium, Pinctada fucata, P. imbricata, P. radiata | Elles sont également pêchées pour leur chair comestible et leur coque brillante.                                    |       |
| Avicule Autres noms : pteria, hirondelle de mer Famille : Pteriidae Espèce consommée : Pteria hirundo                                                                          | Présente en Méditerranée, l'Avicule hirondelle (Pteria hirundo) est un comestible considéré comme « peu agréable ». |       |
| Pinne Autres noms : nacre, jambonneau, jambon-de-mer, ornet Famille : Pinnidae Espèces consommées : Atrina pectinata, A. rigida, A. seminuda, Pinna carnea, P. nobilis         | |       |

#### Vénéroïdes

##### Cardioidea
| Noms et taxinomie | Consommation | Image |
| --- | --- | ----- |
| Coque Autres noms : bucarde, cardium Noms locaux : rigadeau, rigadot, rigadelle, sourdon, hénon, demoiselle, maillot, mourgue, pagne, berberecho Famille : Cardiidae Espèces consommées : Acanthocardia aculeata, A. echinata, A. paucicostata, A. spinosa, A. tuberculata, Cerastoderma edule, C. glaucum, Clinocardium nuttallii, Dinocardium robustum, Trachycardium isocardia, T. muricatum, Trigoniocardia antillarum, Vepricardium sinense | Au moment de l'achat, les coques doivent être bien fermées. Pour éliminer le sable et la vase, il est conseillé de les plonger quelques heures dans l'eau salée en les brassant et en renouvelant l'eau. Les coques se conservent de 24 à 48 heures après l'achat si elles sont stockées dans un endroit frais, sombre et aéré, recouvertes d'un torchon humide. Les coques se cuisent 2 à 3 minutes à feu vif dans un faitout en les faisant sauter une à deux fois pour les remuer. Elles peuvent être préparées de différentes façons, en ragoût, en omelette ou en salade froide, avec mayonnaise ou sauce à l'échalote, seules ou mélangées à d'autres coquillages (moules), chaudes avec du pain et du beurre. Elles servent également en accompagnement de certains poissons en sauce, parfois mixées avec des coquilles St-Jacques ou des pieds de couteaux. |       |
| Bénitier Autres noms : tridacne, tuilée Famille : Cardiidae Espèces consommées : Tridacna gigas, T. maxima, T. squamosa | Ces espèces sont pêchées pour leur chair (consommée en Asie et en Océanie) et leur large coquille, qui peut servir de décoration comme d'assiette. |       |

##### Mactroidea
| Noms et taxinomie | Consommation                                                                                               | Image |
| --- | --- | ----- |
| Mactre Autres noms : fausse palourde, fausse praire Famille : Mactridae Espèces consommées : Crassula aequilatera, Mactra chinensis, M. glauca, M. stultorum, Mactrellona alata, Rangia cuneata | |       |
| Spisule Autres noms : vénus, palourde blanche, patagos Famille : Mactridae Espèces consommées : Spisula sachalinensis, S. solida, S. solidissima                                                | Connu localement sous le nom de patagos, Spisula solida constitue une spécialité culinaire de l'île d'Yeu. |       |
| Lutraire Autres noms : pied-de-sabot, pied-de-couteau Famille : Mactridae Espèces consommées : Lutraria angustior, L. lutraria, L. oblonga                                                      | La valeur culinaire de ces espèces est très faible.                                                        |       |
| Fausse-mactre Autre nom : palourde chevaline Famille : Mactridae Espèces consommées : Tresus capax, T. nuttallii                                                                                | |       |
| Clovisse chilienne (Mesodesma donacium) Nom local : macha Famille : Mesodesmatidae | |       |
| Pipi (Paphies australis) Tuatua (P. subtriangulata) Toheroa (P. ventricosa) Famille : Mesodesmatidae                                                                                            | |       |

##### Tellinoidea
| Noms et taxinomie | Consommation | Image |
| --- | --- | ----- |
| Telline Autres noms : ongle de sirène, triace, papillon, macoma Famille : Tellinidae Espèces consommées : Ameritella diantha, Arcopagia fausta, Austromacoma constricta, Bosemprella incarnata, Eurytellina punicea, E. trinitatis, Fabulina fabula, Laciolina laevigata, Macoma nasuta, Macoploma tageliformis, Macomangulus tenuis, Peronaea planata, Peronidia albicans, Psammotreta brevifrons              | |       |
| Flion Autres noms : donace, donax, haricot de mer, capselle, trialle, olive de mer, pignon, telline Noms locaux : blanchette, douceron, lagagnon, lavagnon, luisette, olive, papillon, tanille, tenille, truille Famille : Donacidae Espèces consommées : Donax denticulatus, D. semistriatus, D. striatus, D. trunculus, D. variegatus, D. venustus, D. vittatus, Iphigenia brasiliensis, Plebidonax deltoides | On l'achète à l'étal fermée ou légèrement ouverte. Comme pour les moules, une simple pression entre le pouce et l'index doit la conduire à se fermer immédiatement. En général elle n'est pas victime de pollution, c'est un coquillage sain. On la fait dessabler dans plusieurs eaux. Elle est d'une grande finesse, sa saveur est proche de celle de la coque, en plus fin et avec des accents de noisette un peu sucrée. |       |
| Coquina (Donax variabilis) Famille : Donacidae | |       |
| Lavignon Autre nom : scrobiculaire Famille : Semelidae Espèce consommée : Scrobicularia plana | Scrobicularia plana est notamment pêchée dans les vases des estuaires où elle était autrefois abondante (jusqu'à plus de 1 000 par mètre carré à la fin des années 1930 dans l'estuaire du Tamar ou du Gwyndraeth (Galles du Sud, Pays de Galles) (avec dans ce cas une taille moyenne de 3 cm, et jusqu'à 5,4 cm ailleurs dans le même estuaire)).                                                                          |       |
| Psammobie Autre nom : palourde lustrée Famille : Psammobiidae Espèces consommées : Asaphis deflorata, Nuttallia obscurata | |       |
| Tagelus plebeius Famille : Solecurtidae | |       |

##### Veneroidea
| Noms et taxinomie | Consommation | Image |
| --- | --- | ----- |
| Palourde Autres noms : clovisse, tape Famille : Veneridae Espèces consommées : Austrovenus stutchburyi, Chamelea gallina, Chione californiensis, C. cancellata, Circe scripta, Cyclina sinensis, Globivenus rigida, G. strigillina, Leukoma staminea, Macrocallista nimbosa, Megapitaria maculata, Paratapes undulatus, Polititapes aureus, P. rhomboides, Ruditapes decussatus, R. largillierti, R. philippinarum, Saxidomus gigantea, S. nuttalli, S. purpurata, Tivela mactroides, T. stultorum, Venerupis corrugata, V. geographica | Les palourdes sont particulièrement appréciées crues, et font l'objet de nombreuses recettes. On peut par exemple les consommer « farcies » (c'est-à-dire complétées avec du beurre à l'ail et cuites au four), en soupe (chaudrée de palourdes) ou avec des spaghettis ou linguines (spaghetti alle vongole). Plat d'origine napolitaine, surtout servi dans les familles lors des fêtes de noël. |       |
| Praire Autres noms : vénus, coque rayée, rigadelle, clausinelle Famille : Veneridae Espèces consommées : Venus casina, V. crebrisulca, V. verrucosa | Elle peut se manger crue en l'ouvrant avec un couteau. Pour ce faire, glisser une lame très fine par l'arrière, et faire glisser sur le côté. Cuite, elle est préparée au four avec un beurre d'ail et un persillade. |       |
| Clam Autres noms : quahog, praire plate, palourde plate Famille : Veneridae Espèces consommées : Mercenaria campechiensis, M. mercenaria, Meretrix lyrata, M. meretrix | Les clams ont été introduits en France par les Américains en 1917. Ils se récoltent à l'embouchure des fleuves sur des fonds sableux et vaseux (côte est des États-Unis et du Canada, Charente). Les clams se mangent crus ou préparés comme les huîtres. Leur chair est rosée et assez ferme. |       |
| Vernis (Callista chione) Autres noms : calliste, coque rouge, palourde rouge, pelote, grande palourde, cythérée fauve Famille : Veneridae | Quoique de consistance très ferme, l'espèce est régulièrement pêchée et commercialisée, notamment en Méditerranée. La taille minimale autorisée pour la pêche du vernis par la législation communautaire européenne est de 6 cm et de 7 cm pour le gisement des Glénan (Finistère). Ce coquillage est commercialisé à l'état frais sur les marchés méditerranéens ou préparé en conserves.         |       |
| Dosinie Autres noms : artémis, montre Famille : Veneridae Espèces consommées : Dosinia concentrica, D. elegans, D. exoleta, D. lupinus | |       |
| Hamaguri (Meretrix lusoria) Autre nom : palourde commune d'Orient Famille : Veneridae | Dénommé hamaguri au Japon, il entre dans la préparation de certains sushis, et ses coquilles sont utilisées traditionnellement pour faire les pierres blanches du jeu de go. |       |

##### Autres
| Noms et taxinomie | Consommation | Image |
| --- | --- | ----- |
| Cyprine (Arctica islandica) Autres noms : clam d'Islande, praire d'Islande, quahog nordique Famille : Arcticidae | Le quahog nordique est un mollusque comestible, exploité commercialement. Il est collecté par dragage. |       |
| Corbicule Autres noms : petite corbeille, palourde asiatique Famille : Cyrenidae Espèces consommées : Corbicula fluminea, C. japonica, C. leana, Geloina bengalensis, G. expansa, Polymesoda arctata, P. caroliniana, P. triangula | Corbicula fluminea est consommé en Corée et en Chine (où l'on trouve des sous-populations triploïdes et tétraploïdes correspondant à des formes à corbicules à coquilles jaunes et brunes, mais peut bioaccumuler des polluants dans les cours d'eau ou sédiments pollués (HAP notamment). |       |
| Lucine Famille : Lucinidae Espèces consommées : Codakia orbicularis, Phacoides pectinatus | |       |

#### Divers bivalves
| Noms et taxinomie | Consommation | Image |
| --- | --- | ----- |
| Couteau Autres noms : couteau de mer, couteau-sabre, manche de couteau, pecten, solen, pharus, coutelier Famille : Pharidae, Solenidae Espèces consommées : Ensis directus, E. ensis, E. macha, E. magnus, E. minor, E. siliqua, Pharella acutidens, Siliqua patula, Sinonovacula constricta, Solen lamarckii, S. marginatus, S. regularis, S. strictus, Solena obliqua | Il est nécessaire de les faire dégorger dans l'eau salée avant de les cuire. On les emploie dans des recettes simples, souvent sautés avec de l'ail, des fines herbes, du gingembre ou encore du piment, déglacés à l'alcool ou encore à la sauce soja selon les pays. Les couteaux peuvent être congelés et la chair demeure ferme après décongélation. |       |
| Panope Autres noms : panopée, palourde royale Famille : Hiatellidae Espèces consommées : Panopea abbreviata, P. generosa, P. globosa, P. japonica, P. zelandica | Il faut d'abord poser le mollusque sur le bord d'un comptoir pour une heure environ, en laissant pendre le siphon pour qu'il s'étire et se vide de son eau et de son sable. Puis on ébouillante le mollusque - vivant - dans une grande casserole d'eau en ébullition, pendant à peine quelques secondes, afin de pouvoir « peler » le siphon. On ne le fait pas cuire. On le blanchit à peine. On ouvre ensuite le mollusque au couteau et on coupe tout l'appareil digestif - l'estomac gonflé au contenu foncé - que l'on jette. On garde uniquement la partie intérieure appelée « manteau », qui sera coupée et légèrement cuit ainsi que le siphon. On tranche celui-ci sur le long pour rincer l'intérieur qui peut contenir du sable. On coupe ensuite le siphon en fines tranches pour le manger cru. Si on le cuit, il sera coriace. |       |
| Lime Autre nom : limé Famille : Limidae Espèce consommée : Limaria tuberculata | |       |

### Céphalopodes
| Noms et taxinomie | Consommation | Image |
| --- | --- | ----- |
| Calmar Autres noms : encornet, calamar, chipiron, supion, cornet, harpon, toutène Ordre : Myopsides Espèces consommées : Alloteuthis media, A. subulata, Doryteuthis gahi, D. opalescens, D. pealeii, D. plei, Heterololigo bleekeri, Loligo forbesii, L. reynaudii, L. vulgaris, Loliolus japonica, Sepioteuthis lessoniana, Uroteuthis duvauceli, U. sibogae Ordre : Oegopsides Espèces consommées : Ancistroteuthis lichtensteini, Dosidicus gigas, Gonatopsis borealis, Illex argentinus, I. coindetii, I. illecebrosus, Nototodarus sloanii, Ommastrephes bartramii, Onychoteuthis borealijaponica, Ornithoteuthis antillarum, Thysanoteuthis rhombus, Watasenia scintillans | Le corps peut être farci en entier, coupé en morceaux, en tranches ou en rondelles, cuisiné « à la romaine », « à l'armoricaine », etc. Les bras, les tentacules et l'encre sont aussi comestibles. Les seules parties qui ne sont pas consommées sont le bec et la plume. Le calmar est un aliment riche en sélénium, en vitamine B12, et en riboflavine.                                                                                  |       |
| Calmar Autres noms : encornet, calamar, chipiron, supion, cornet, harpon, toutène Ordre : Myopsides Espèces consommées : Alloteuthis media, A. subulata, Doryteuthis gahi, D. opalescens, D. pealeii, D. plei, Heterololigo bleekeri, Loligo forbesii, L. reynaudii, L. vulgaris, Loliolus japonica, Sepioteuthis lessoniana, Uroteuthis duvauceli, U. sibogae Ordre : Oegopsides Espèces consommées : Ancistroteuthis lichtensteini, Dosidicus gigas, Gonatopsis borealis, Illex argentinus, I. coindetii, I. illecebrosus, Nototodarus sloanii, Ommastrephes bartramii, Onychoteuthis borealijaponica, Ornithoteuthis antillarum, Thysanoteuthis rhombus, Watasenia scintillans | |       |
| Toutenon Ordre : Oegopsides Famille : Ommastrephidae Espèces consommées : Todarodes angolensis, T. filipovae, T. pacificus, T. sagittatus, Todaropsis eblanae | |       |
| Seiche Autres noms : chichorle, sèche, sépia, encornet, margate, morgat Ordre : Sépiides Espèces consommées : Sepia apama, S. australis, S. bertheloti, S. braggi, S. brevimana, S. dollfusi, S. elegans, S. esculenta, S. filibrachia, S. hedleyi, S. hierredda, S. officinalis, S. orbignyana, S. pharaonis, S. prashadi, S. recurvirostra , S. trygonina, S. tuberculata, S. zanzibarica, Sepiadarium kochi, Sepiella inermis | Afin de ne pas être caoutchouteuse, la seiche se cuit très peu. Le plus simple est de la faire revenir sur une plancha ou dans une poêle avec un fond d'huile d'olive durant 3 minutes, en ajoutant de l'ail et du persil. |       |
| Sépiole Autres noms : seiche naine, sépion, souchet, supion, casseron, chipiron Ordre : Sépiolides Espèces consommées : Euprymna morsei, Rossia pacifica, Sepiola atlantica, S. rondeletii | |       |
| Pieuvre Autres noms : poulpe, chatrouille, minard Noms locaux : chatrou, hourite, ourite, zourit Ordre : Octopodes Espèces consommées : Amphioctopus aegina, A. fangsiao, A. neglectus, Bathypolypus valdiviae, Callistoctopus macropus, C. ornatus, Cistopus indicus, Enteroctopus dofleini, E. magnificus, E. megalocyathus, Macroctopus maorum, Octopus bimaculoides, O. cyanea, O. maya, O. mimus, O. minor, O. tetricus, O. vulgaris, Pinnoctopus cordiformis | Visuellement impressionnant, le céphalopode est généralement apprécié des chefs et des restaurateurs grâce à sa chair fraîche et légère, qui imprègne parfaitement les arômes et est aussi bonne cuite à la vapeur que grillée à la plancha. Des raisons suffisantes pour prendre votre courage à deux mains et tenter l'expérience et ainsi impressionner vos invités avec un plat original, à la texture, au goût et à la couleur unique. |       |
| Élédone Nom local : moscardino Ordre : Octopodes Famille : Eledonidae Espèces consommées : Eledone cirrhosa, E. moschata | |       |
| Argonaute Ordre : Octopodes Famille : Argonautidae Espèce consommée : Argonauta argo | Rarement pêché, sinon en masses de plusieurs dizaines de kilogrammes par trait de chaluts pélagiques. Ce ne sont pas des espèces très commerciales. |       |
| Nautile Ordre : Nautilides Espèce consommée : Nautilus pompilius | |       |

### Escargotsde mer, mollusques de la classe desgastéropodes
| Noms | Consommation | Illustration |
| --- | --- | ------------ |
| Bigorneau, caricole, borlicocos, vignot, bigorne, brigaud, farin, berlingaou, guignette, cagouille, borgau, littorine, escargot de mer, pharin, brelin. | Les bigorneaux sont toujours mangés cuits |              |
| Nasse changeante, noisette de mer (Nassarius mutabilis).                                                                                                | |              |
| Buccin, gros buccin, bourgot, bulot | Le buccin commun est un gastéropode très apprécié pour ses qualités gustatives. |              |
| Ormeau, oreille de mer, abalone | L'ormeau est traditionnellement capturé pour consommation en Australie, aux États-Unis, au Mexique et dans la région indo-Pacifique, mais aussi en Bretagne ou en Normandie. Dans la Manche il est connu sous le nom de gofiche1, ou goufique, etc. En Nouvelle-Zélande où il est principalement désigné par son nom maori, Paua, il est connu pour sa chair et surtout pour sa coquille polie qui est une magnifique nacre couleur bleue irisée. |              |
| Patelle, arapède, bernique, brenique, chapeau chinois, jambe, flie.                                                                                     | La patelle (ou arapède) peut être consommée poêlée dans du beurre ou cuite au four avec une persillade. Autour de la Méditerranée, elle se consomme sous forme de soupe, en escabèche, à la provençale. En Bretagne, elle se consomme sous forme de pâtée, en ragoût ou encore crue avec une tartine de pain-beurre. |              |
| Crépidule, berlingot de mer, pantoufle Taxon : Crepidula                                                                                                | Crues, les ébouillanter brièvement 3 minutes dans de l'eau salée (9 g par litre) afin qu'elles se détachent de leur coquille sans les cuire véritablement. Simplement fricassée à la poêle, la crépidule préalablement dé-coquillée demande très peu de cuisson. |              |
| Conque | |              |
| Strombe, lambi | |              |
| Loco | |              |
| Nérite | |              |
| Volute melon, volute indienne | |              |
| Murex, rocher | |              |
| Trocha nacrier, trocas | |              |
| Turban, sazae | |              |
| Escargot de boue, escargot de terre (Bullacta exarata (en))                                                                                             | |              |
| Amphibola crenata (en) | |              |
| Paua | |              |
| Aplysie, lièvre de mer, lièvre marin | |              |

### Crustacés,invertébrésà exosquelette (carapace) ou à pédoncule
| Noms                                      | Consommation | Illustration |
| ----------------------------------------- | --- | ------------ |
| Crevette                                  | - Les crevettes roses ou bouquet. Ce terme dénomme les espèces du genre Pandalus. Ce sont les crevettes « types », et les plus connues. La coloration rose n'est due qu'à l'effet de la cuisson : vivantes, ces espèces sont normalement translucides. - Les crevettes grises ou communes, qui sont les espèces du genre crangon (Dont Crangon crangon) et qui sont les plus pêchées. - Le sous ordre Dendrobranchiata, qui comprend : - Les crevettes pénaéïdes, qui appartiennent à la super-famille des Penaeoidea (dans le sous-ordre Dendrobranchiata). Il en existe de nombreux types, de genres différents. On y trouve notamment le genre Penaeus, qui comprend la crevette brune (dite crevette varoise), la crevette bleue, la crevette banane... - Les gambas (famille des Aristeidae), ou crevettes géantes. |              |
| Crabe                                     | Les crabes ont une chair délicate. Dans le bassin méditerranéen, le crabe vert étrille est souvent l'un des composants de recettes traditionnelles telles que la soupe de poisson. Le tourteau, très recherché pour son goût et ses qualités gustatives surtout dans ses pinces est généralement pêché en Bretagne. Les crabes peuvent être vendus vivants, congelés, bouillis ou en boîte. Ils peuvent se consommer comme crabe en mue. On distingue deux infra-ordres de crabes, en fonction des caractéristiques de leur abdomen : les Brachyura, ou vrais crabes, et les Paguroidea (crabes de cocotier, crabes royaux/king crabe). Cependant toutes les espèces de ces infra-ordres ne sont pas spontanément qualifiées de crabe, par exemple les espèces appelées araignées de mer parmi les Brachyura ou encore les bernard l'hermite, parmi les Paguroidea. |              |
| Araignée de mer, araignée, crabe-araignée | le terme araignée de mer sert à désigner les crabes de la famille des majidés, et plus particulièrement les deux espèces Maja squinado (Méditerranée) et Maja brachydactyla (Atlantique du nord-est), toutes deux largement exploitées pour la qualité de leur chair. |              |
| Langoustine                               | |              |
| Homard                                    | La chair du homard est réputée par certains comme la plus fine des crustacés, devant la langouste. Selon les connaisseurs, les deux espèces de homard européenne et américaine n'ont pas tout à fait la même saveur. Le homard se cuit à la vapeur, dans l'eau (court-bouillon), au four ou sur le gril. Il peut être mangé froid ou en sashimi. S'il a été bouilli, il faut lui percer la tête une fois la cuisson terminée, pour vider le liquide contenu sous sa carapace. La plupart des amateurs accompagnent le homard de beurre à l'ail, de citron ou de mayonnaise. On peut le manger tel quel, en aspic ou en salade, mais aussi en sauce au cidre, au vin, au champagne ou même à l'anis. Sa carapace et le tomalley parfument les bisques, les soupes de poissons, les ragoûts ou les sauces. La recette classique du homard « à l'armoricaine » ou « à l'américaine », demande une découpe du homard vivant (ou venant juste d'être tué), puis une cuisson et enfin une liaison à base de tomates et cognac, avec utilisation copieuse d'aromates. Un homard mort est considéré comme impropre à la consommation et n'a plus de valeur marchande |              |
| Langouste                                 | Les Palinuridae forment une famille de crustacés décapodes, tous comestibles, plus connus sous le nom de langoustes, même si en France le terme langouste désigne plus particulièrement la Langouste rouge. Ce sont des animaux de belle taille (plusieurs dizaines de centimètres à l'âge adulte) caractérisés par un corps allongé, de longues antennes épineuses et des pinces très atrophiées. Comestibles, les langoustes sont pêchées pour leur chair savoureuse qui en font un mets de choix et un enjeu économique pour de nombreuses régions côtières. On trouve des langoustes dans toutes les mers tropicales et tempérées, généralement sur les fonds rocheux où elles peuvent trouver des abris, mais les prélèvements excessifs ont souvent provoqué leur raréfaction dans de nombreuses régions. |              |
| Cigale de mer                             | Les Cigales de mer, regroupées en une famille (Scyllaridae), sont des crustacés comestibles proche des homards, langoustes et écrevisses. Animal issu de l'époque préhistorique, la Cigale de mer, particulièrement rare (en Méditerranée c'est une espèce protégée,), se négocie, chez les grossistes français, aux alentours de 75 € le kilo. |              |
| Pouce-pied                                | En France, la valeur gustative du pouce-pied est reconnue de longue date, mais pendant longtemps sa consommation a été limitée aux riverains des gisements bretons et basques. L’exploitation à des fins commerciales, relativement récente s’est surtout exercée sur les sites morbihannais. Depuis les années 1970, la quasi-totalité de la production française vient des gisements de Belle-Île-en-Mer. La production qui, vers les années 1960-1970 a dépassé les 300 tonnes annuelles, est désormais réduite à moins de 50 tonnes (officiellement 12,3 tonnes en 1994). |              |
| Krill                                     | Il fait l’objet d'une pêche industrielle, dont en Norvège et autour de l'Antarctique. |              |
| Squille, crevette-mante, cigale de mer    | Fréquentes dans l'Indo-Pacifique, elles font le délice des peuples austronésiens qui prennent quelques risques pour la capturer ; les bouts des doigts amputés ou blessés sont fréquents. |              |
| Picoroco, balane                          | C'est un mets particulièrement apprécié dans la cuisine chilienne. |              |
| Megabalanus azoricus (pt), cracas         | |              |
| Galathée                                  | |              |
| Crabe-taupe                               | |              |
| Crabe royal                               | Il existe une variété proche du crabe royal mais plus petit, il s'agit du crabe des neiges |              |
| Bathynome, isopode géant                  | D'après un rapport de l'Ifremer de 1993, sa chair est comestible, de bonne qualité, et a des qualités gustatives intéressantes. Certains comparent même le goût de sa chair à celle du crabe. La taille minimale pouvant représenter un intérêt commercial a été estimée à 21 cm, mais les captures et la production maximale de chair consommable sont très irrégulières, ce qui rend son exploitation commerciale sans intérêt. |              |
| Thalassine                                | |              |

### Échinodermes
| Noms | Consommation | Illustration |
| --- | --- | ------------ |
| Oursin, châtaigne de mer, hérissons de mer, œuf de mer                                                                      | À l'instar des huîtres, les qualités organoleptiques des oursins ont leurs admirateurs comme leurs détracteurs. Le goût des oursins est fortement marin, salé et iodé ; certains y décèlent également des nuances sucrées, ainsi que des goûts d'agrumes ou de noisettes. Les oursins sont consommés dans de nombreux pays côtiers, et notamment au Japon, où ils sont consommés en sushis et sashimis, appelés uni. Le Japon est de très loin le premier consommateur et le premier importateur mondial, engloutissant chaque année 97 % du commerce international d'oursins. Les espèces les plus consommées en France métropolitaine sont Paracentrotus lividus (« oursin violet », de loin le plus consommé) et Sphaerechinus granularis (« oursin granuleux ») en Méditerranée, et Strongylocentrotus droebachiensis (« oursin commun »), Psammechinus miliaris (« oursin grimpeur ») ou parfois Echinus esculentus (« oursin comestible ») sur les côtes Atlantiques. |              |
| Concombre de mer, bêche de mer, espardenya (Catalogne), vier marin (Côte marseillaise), trépang (malais), namako (Japonais) | La pêche commerciale des holothuries semble s'être développée il y a environ 1000 ans en Chine. Diverses espèces d’holothuries, vidées, bouillies, séchées et fumées sont consommées en Chine et à Singapour sous le nom de trépang et y sont très appréciées. On en consomme également au Japon sous le nom de namako. De l’Océan Indien au Pacifique en passant par l'Indonésie (Makassar), les concombres de mer sont récoltés pour prélever leurs téguments, sur un mode principalement artisanal mais localement relativement intensif. Sur place, on les mange bouillis, séchés, marinés, en potage ou encore frits : la technique du séchage est la plus appropriée à l'exportation vers l'Asie du Sud-Est, qui demeure la principale raison de cette pêche dans les pays insulaires. Quelques espèces peuvent être consommées crues (Apostichopus japonicus, Cucumaria frondosa, Parastichopus californicus). En France, la principale holothurie consommée traditionnellement est l'« Espardenya » (Parastichopus regalis), notamment dans le sud-ouest ; c'est un mets de choix en cuisine catalane, mais son commerce est très peu développé. Pour nettoyer les espardenyes, il faut couper les deux bouts, les ouvrir par la moitié et les rincer à l'eau pour éliminer le sable. Elles s'utilisent entières ou coupées en bandes. D'habitude, on les mange presque crues, à la plancha, cuites pendant quelques secondes d'un seul côté ou en bouillon, cuites pendant pas plus de dix minutes. Elles s'utilisent dans la cuisine traditionnelle catalane, notamment comme ingrédient ou accompagnement des typiques plats mariniers catalans à base de riz safrané du même genre que, par exemple, la paella ou avec des légumes secs. Certaines recettes le cuisinent avec des pieds de veau cuits avec une base de Sofregit, des haricots blancs avec safran et pignons de pin ou avec des lamelles de champignon. De nos jours, les espardenyes se mangent aussi comme tapa. |              |
| Étoile de mer | Certaines grosses étoiles de mer (principalement de la famille des Asteriidae) sont occasionnellement consommées frites dans plusieurs pays asiatiques, mais leur valeur marchande est bien inférieure à celle des holothuries, et elles ne sont pratiquement pas exportées. Leur valeur culinaire et nutritive est quasiment inexistante, et leur consommation est déconseillée, car elles peuvent contenir des toxines. |              |

### Autres
| Noms | Consommation | Illustration |
| --- | --- | ------------ |
| Chiton, oscabrion                                                                                                  | |              |
| Figue de mer, violet, biju, bichu, patate de mer, trunsi di mare (Ligurie), limone di mare (Italie), piure (Chili) | Toutes les espèces de Microcosmus sont comestibles mais c'est principalement Microcosmus sabatieri qui est commercialisé. Le violet méditerranéen est consommé cru, souvent avec un condiment acide (jus de citron ou vinaigre à l'échalote). Le goût très fortement iodé ne convient pas à tous les palais. |              |
| Ascidie plissée, mideodeok (Corée)                                                                                 | De très petite taille (un centimètre), elle est ajoutée entière dans certaines recettes de soupe ; il faut alors la croquer pour extraire la chair et recracher la tunique. |              |
| Piure | Espèce d'ascidie comestible des côtes du Chili et du Pérou, le piure possède un goût iodé très fort et une haute teneur en fer. Elle peut être consommée crue, cuisinée ou accompagnée avec de l'oignon émincé, de la coriandre et du citron, ou cuite avec d'autres ingrédients et souvent servie avec du riz nature. |              |
| Limule, crabe des amoureux                                                                                         | |              |
| Anémone de mer, actiniaire, actinie, ortie de mer                                                                  | |              |
| Méduse | En Chine, les méduses sont exploitées commercialement comme aliment depuis plus de mille ans. La méthode de traitement traditionnelle se fait en utilisant un mélange de sel et de l’alun afin de réduire la teneur en eau, diminuer le pH, et raffermir la texture. Les méduses deviennent ainsi croquantes et croustillantes. Elles sont ensuite dessalées avant d’être préparées pour la consommation. La méduse Rhopilema esculentum pêchée dans les mers d’Asie du Sud-Est a les faveurs des gastronomes japonais, coréens et chinois. Elle est consommée séchée, notamment coupée en lamelles sous forme de salades et marinée dans une sauce sucrée acidulée pour compenser son goût un peu fade. Sa texture croquante et caoutchouteuse s'apparente à du concombre ou à du poulpe. Chaque année les Japonais en consomment environ 13 tonnes. En Chine et en Malaisie, les méduses sont également consommées séchées, notamment sous forme de brochettes. |              |
| Brachiopode, moule à queue, Probolinggo                                                                            | Ce genre à l'origine indo-pacifique est récolté pour la consommation humaine du Japon jusqu'en Australie. Il est cuisiné et consommé en Nouvelle-Calédonie (Lingula anatina Lamarck. 1801 et Lingula adamsi Dall, 1873) où il est dénommé "moule à queue". |              |
| Poisson pénis, Hǎicháng (intestin de mer en chinois), gaebul (en coréen)                                           | espèce d’annélides échiuriens maritimes de la famille des Urechidae, il est utilisé dans la cuisine dans le Nord-Est de la Chine, en Corée et au Japon. Dans la province du Shandong, en Chine, on peut le préparer en ravioli, il a alors un goût assez proche de l'andouillette. |              |
| Ver palolo | La partie reproductive du ver palolo est utilisée comme source de nourriture par les populations autochtones des Samoa lors de leurs courtes apparitions annuelles en octobre et novembre. Ils récoltent alors ces parties à l'aide de filets et les consomment crues ou cuites de plusieurs manières différentes. Cet événement est si important pour les habitants des îles Banks qu'il est présent dans leur calendrier lunaire. |              |
| Tylorrhynchus heterochaetus (sv)                                                                                   | |              |
| Siponcle | Certaines espèces sont consommées en Asie, notamment en Chine. |              |
| Priapulide, priapulien                                                                                             | |              |
| Amphioxus, lancelet, lancéolé                                                                                      | L'utilisation de ces espèces en aquaculture a été envisagée. |              |
| Algue alimentaire                                                                                                  | Les algues comestibles sont traditionnellement consommées comme fruits de mer en Asie du Sud-Est où elles sont cultivées depuis le Ve siècle, l'industrie agroalimentaire a découvert leurs propriétés physico-chimiques depuis le milieu du XXe siècle pour réaliser des additifs alimentaires à base d'alginate, d'agar-agar, de carraghénane ou d'hydrocolloïde principalement utilisés comme gélifiants-texturants, épaississants, émulsifiants ou stabilisants. |              |